# 一宮市立尾西第二中学校
一宮市立尾西第二中学校（いちのみやしりつびさいだいにちゅうがっこう）は、愛知県一宮市明地にある公立中学校。通称「尾西二中」、「尾二中」など。

## 概要
- 旧・尾西市の中学校であり、2005年3月までの校名は「尾西市立第二中学校」であった。
- 玉野、西萩原字祐久東、西萩原字若宮北（一部）、蓮池、東加賀野井、明地、祐久、上祖父江、西中野、北今字十八丁三ノ切（一部）が校区であり[1]、一宮市立朝日東小学校、一宮市立朝日西小学校、及び一宮市立大徳小学校の一部〔残りは尾西一中区域）の児童が進学する。

## 沿革
- 1947年（昭和22年）
  - 4月1日 - 中島郡朝日村に朝日村立朝日中学校として開校。校舎未完成のため、朝日村立朝日東小学校の校舎の一部を仮校舎とする。
  - 4月8日 - 開校式を行う。
- 1949年（昭和24年）2月17日 - 現在地に校舎が完成する。
- 1951年（昭和26年）4月18日 - 校舎を増築する。
- 1955年（昭和30年）1月1日 - 朝日村と起町が合併し、尾西市が発足。同時に尾西市立第二中学校に改称する。
- 1960年（昭和35年）11月5日 - 新校舎（北校舎）が完成する。
- 1965年（昭和40年）7月16日 - プールが完成する。
- 1975年（昭和50年）2月4日 - 新校舎（鉄筋コンクリート造）が完成する。
- 1980年（昭和55年）4月3日 - 校舎を増築する。
- 1981年（昭和56年）3月2日 - 体育館が完成する。
- 1983年（昭和58年）7月16日 - 校舎を増築する。
- 2005年（平成17年）4月1日 - 尾西市が一宮市に編入される。同時に一宮市立尾西第二中学校に改称する。

## 交通アクセス
- 名鉄バス起線「朝日東小学校前」バス停より徒歩約8分。

名鉄一宮駅バスターミナルより27系統。

## 著名な出身者
- スギちゃん - お笑いタレント[2]
- 中野正康 - 一宮市長[2]
- 水野裕子 - 女優